# Suchohrad
Suchohrad és un poble i municipi d'Eslovàquia que es troba a la regió de Bratislava, a l'extrem occidental del país, prop de la frontera amb Àustria.
La primera menció del poble és del 1600.
Entre 2006 i 2010 l'alcalde va ser Jozef Temer.

## Demografia
| Godina             | 1994 | 2004   | 2014    | 2024   |
| ------------------ | ---- | ------ | ------- | ------ |
| Nombre de persones | 540  | 573    | 647     | 683    |
| Diferència         |      | +6,11% | +12,91% | +5,56% |

| Godina             | 2023 | 2024   |
| ------------------ | ---- | ------ |
| Nombre de persones | 691  | 683    |
| Diferència         |      | −1,15% |